# Burgustà
Burgustà (en rus: Бургуста) és un poble (un possiólok) de Calmúquia, a Rússia, segons el cens del 2012 tenia 202 habitants. Pertany al districte municipal de Tróitskoie.